# Wild Flag
Wild Flag var ett amerikanskt rockband bildat 2010 med bas i Portland, Oregon och Washington, D.C.. Medlemmarna var Carrie Brownstein (sång, gitarr) och Janet Weiss (trummor) från Sleater-Kinney, Mary Timony (sång, gitarr) från Helium/Autoclave samt Rebecca Cole (keyboard) från The Minders. De släppte sitt självbetitlade debutalbum den 13 september 2011 på Merge Records, vilket nådde plats 53 på Billboard 200.

## Diskografi
Album
- Wild Flag (2011) #53 USA

Singlar
- "Future Crimes" backed with "Glass Tambourine" (2011)
- "Romance" (2011)
- "Boom" (2011)
- "Electric Band" (2011)